# 母の家 (女性執事)

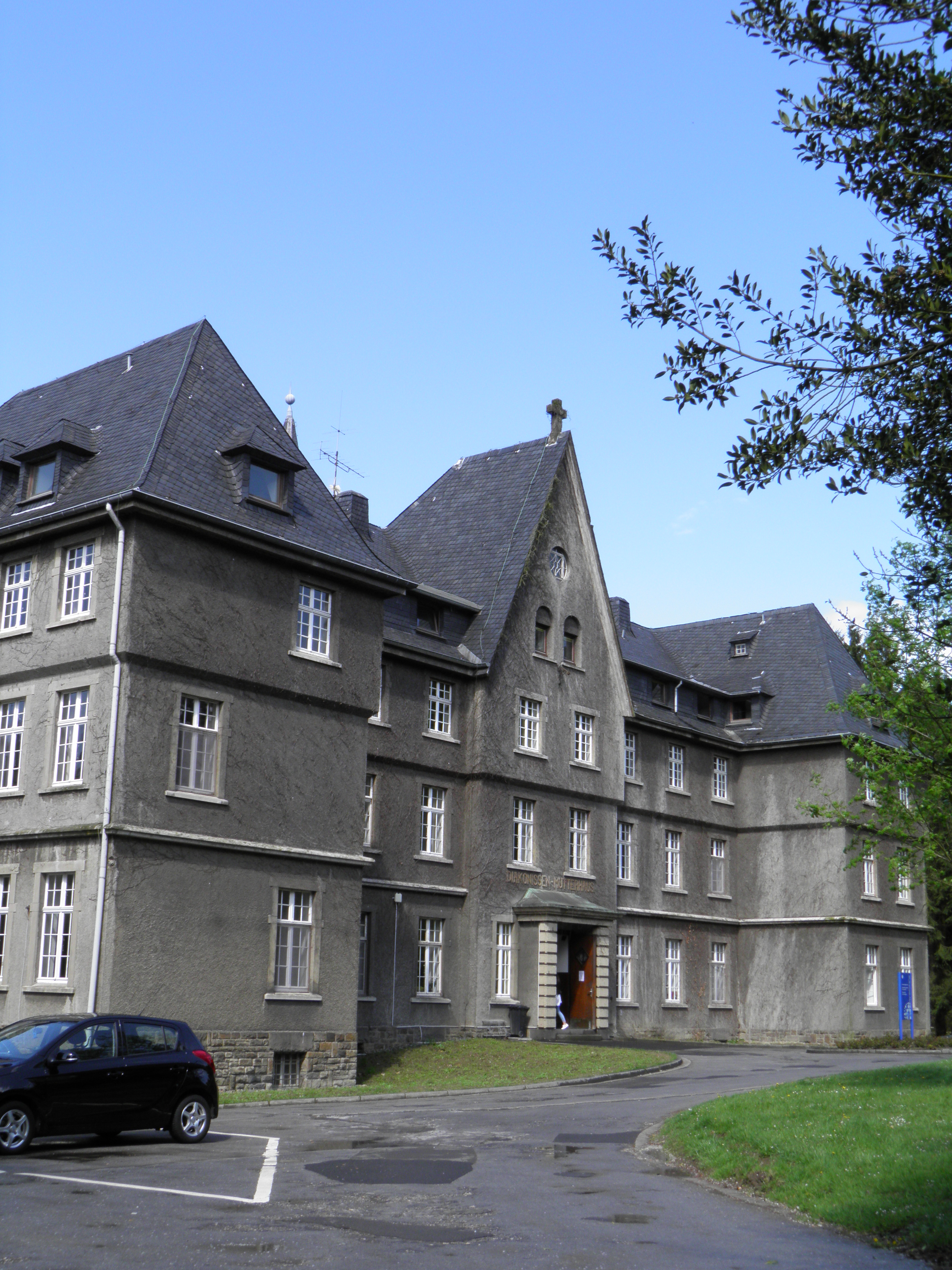
女性執事の母の家と病院（ドイツ・レムシャイトにて）

女性執事の母の家（じょせいしつじのははのいえ、ドイツ語: Diakonissenmutterhaus）または奉仕女の母の家は、キリスト教プロテスタント（特にルーテル派）の宣教施設で、女性執事がそこに住み、そこから派遣され（対外的な活動を委託され）、執事としての訓練を受け、関連する活動を行なう。母の家を持つ協会は、病院、児童養護施設、老人ホームの運営を通して、しばしば重要な雇用主となる。
19世紀から発展したこの「母の家」施設は、中世以来初めて、若い少女たちに女性執事という認められた職業を学ぶ機会を与えた。通常、祝福の礼拝から始まり、そこで正式に入会を許可された。彼女たちは、しっかりと組織化された職業的・精神的規則の中で、病者のために奉仕する生活を送った。
日本でも20世紀中頃、「ベテスダ奉仕女母の家」（東京都練馬区）、「浜松ディアコニッセ母の家」（浜松市）という名称が使われている。

## 参照項目
- 女性執事
- キリスト教と女性（英語版）
- 修道院
- 女子修道院長